# Terray család (légrádi és szigligeti)
A Terray család három ága ismert.
A francia, a zala megyei és a felvidéki Terray családok.
A francia családfa esetében Barthélemy Tarrayról vannak adatok, aki 1490 körül született.
A zala megyei Terray (légrádi) családdal kapcsolatban tudjuk, hogy III. Ferdinánd 1646. november 30-án adományozott nemességet és címert Terray Györgynek és Fekete Ilona nejének. Ez az ág 1750 után eltűnt Zala megyéből, az egyházi anyakönyvekben nincsenek Terrayak.
A felvidéki Terrayak az 1700-as évek elején betelepültek a Felvidékre, mint tanítók, először Ránkon, majd Sajórédén (Rédova), Oláhpatakon, Szepesolasziban és más településeken fordultak elő.

## A Terray (légrádiés szigligeti) családfa kutatásának előzményei
Terray Gyula (1879–1940) a Terray családtörténetét 1919 és 1937 között írta. Számításai szerint 250 rokon és 350 „atyafi” családot jegyzett fel. Ezt a kéziratot hat példányban, kockás füzetben lemásolta és átadta gyermekeinek Istvánnak, Piroskának, Zoltánnak, Barnabásnak és Lászlónak. Egy példányt Sipos Béla I.-nek adott át dedikálva. Terray Gyula fia Terray Barnabás (1919–1991) 1959-ben kezdte el folytatni édesapja családfakutatási munkáját, és 1971–72-ben több példányban legépelte Terray Gyula füzeteit valamint kiegészítette azokat. A ránki evangélikus anyakönyvek 1755-től megmaradtak, így a családfa kutatható volt.

## A név írásmódjai
A Terrayak nevét Ránkon 1815 előtt Terraӱnak írták, utána Terraynak, Rédován 1731 óta, amióta az anyakönyvezést bevezették mindig a Terray nevet használták kivéve, hogy 1752 előtt előfordult a Terraj név is. A francia ág nevének írásmódja eltérő, előfordul a Tarray, Tarrayl és Tarrail változat is.

## A francia ág
Az 1930-as években került a francia Terrayak családfája (Tableau généalogiqe de la famille Terray) Magyarországra és így lett ismert a francia Terray családfa (Famille Terray) A francia Terray címerek, a családfa részletek, a híres francia Terrayak életrajzai, továbbá a magyar légrádi Terrayakra való utalás (TERRAY, de Hongrie), továbbá 1999-ben Magyarországon élő Terrayak nevei, foglalkozásai és címei az interneten Benoît de Diesbach Belleroche (a Nemzetközi Genealógiai Akadémia tagja) svájci genealógus kutatási eredményei és közlése alapján megtalálható. Belleroche kutatásai szerint a francia Terrayak ezek szerint 1490-ben már Franciaországban éltek, ugyanis Barthélemy Tarray (1490 k. – 1552 előtt) gazda Boën-sur-Lignonban („Boën-en-Forez”) felesége volt Jeanne Peyrard és hat gyermekük született. Gyermekük volt Antoine Tarray (1520. k. – 1584. december 10. előtt) fogadós és hentes, akinek a felesége Adrienne Coavoux. Antoine Terray Boën-sur-Lignon, polgára volt, akiről 1569-ben van feljegyzés, a családfa innen le van vezetve. A Terrayaknak kezdő hazája Loire (megye) volt, ezen belül Boën-sur-Lignon, majd Montbrison, Roanne, és Grenoble. Francois Terray házassága folytán megkapta Pierre Duchon Dauphiné képviselőjének a házát az 1800 években Grenoble északi oldalán az Isére jobb oldalán lévő Terray kastélyt.
Belleroche kutatásai szerint a Terrayak öt ága létezik:
1) Terray Boën-sur-Lignon, Loire megyében. A családfa ismert a már említett Barthélemy Tarraytól (1490 k. – 1552 előtt) Boën-sur-Lignonban („Boën-en-Forez”) Ehhez az ághoz tartozik Terray abbé (Joseph Marie Terray) Terray abbé a hatodik  generációban született. Ezen az ágon Terray abbé unokája volt Antoine Terray  (Párizs 1750. március 27. – 1794. április 28. Nyaktilóval feleségével, Marie Nicole Perreneyvel kivégezték.) Aydes-i Bíróság főügyésze (1749. március 11.) Intendáns Lyonban. (1726-–1778) Azért végezték ki az Antoine Terray házaspárt, mert gyermekeik kivándoroltak és fegyvereket szállítottak a Francia Köztársaság ellen. Tömegsírban temették el a őket a Picpus temetőben. Antoine Terray  a La Motte-Tilly kastélyban élt, vagyonát Terray abbétól örökölte.
2) Terray Septème, Isère megyében. Ami ismert François Terray 1787-ben született, és Michel Terray fia, Septême-ből. Ehhez az ághoz tartozik Lionel Terray hegymászó.
3) Terray Arpheuilles-Saint-Priest, Allier megyében. A családfa első tagja Jean I. Terray és felesége Lemoine Matie. Fiúk, Jean II. Terray, 1693 körül született.
4) Terray Les Côtes-d’Arey, Isère megyében. Ismert a családfa Louis Terraytól, született Les Côtes-d’Areyben, 1606 körül, meghalt 1692. december 29-én. Felesége Françoise Verdonnay.
5) Terray család Magyarországon. A magyar Terrayak Terray Györgytől származtak, aki nemességet szerzett 1646. november 30-án, III. Ferdinándtól 1988-ban a Terray családot Budapesten Emil, Margit, Tamás és Zoltán képviseli. 1999-ben a Terray családból ismert Budapesten Margit, Emil, Zoltán, Veszprémben pedig Jusztina.
A francia Terray családban (1715-1778) a leghíresebb Joseph Marie Terray apát (abbé) aki XV. Lajos francia király pénzügyminisztere volt 1769. december 22-től 1774. augusztus 23-ig. A kiadások csökkentésével és az adók emelésével helyreállítja a pénzügyi egyensúlyt, ami nagyon népszerűtlenné tette. Joseph Marie Terray Antoine Tarraytól számítva a hetedik generációban született. Öccse volt Pierre Marie Terray, akiről a családfán a következő olvasható: „1722. április 17-én Roanne-ban született. Iskoláit kiválóan végezte el 1729. május 18 és 1735. július 23. között Franciaországban semmiféle "nyomot" nem hagyott maga után. Feltehető a Magyarországon szolgálás, mivel a nemes Terray család leszármazottai még megtalálhatók Buda-Pesten”
Lionel Terray (Grenoble, 1921. július 25. – 1965. szeptember 19.) francia hegymászó, aki számos első megmászást hajtott végre, köztük Makalut a Himalájában (Jean Couzy-val 1955. május 15-én) és Cerro Fitzroy-t a Patagónia Andokban (1952-ben Guido Magnone-val) Hegyivezető és síoktató, a második világháború idején Németország elleni hegyi harcokban tevékenykedett. A háború után ismertté vált mint az egyik legjobb Chamonix-i hegymászó és hegyivezető.

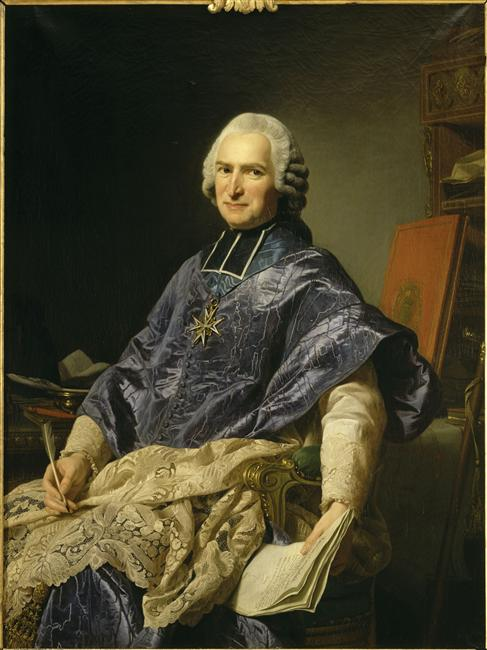
Terray Joseph Marie (1715-1778)
A francia Terray címer
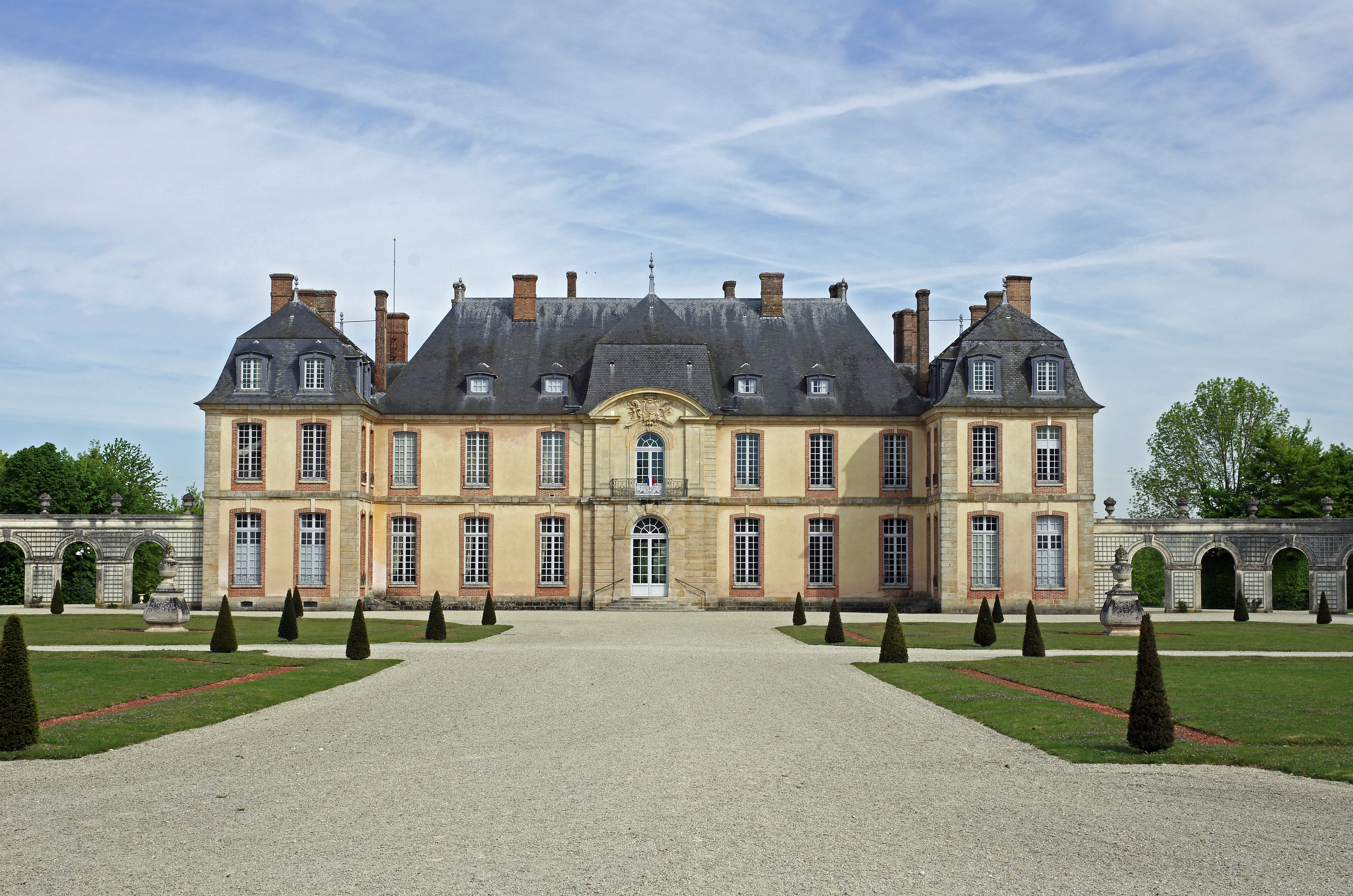
La Motte-Tilly kastély (18. század). A várat 1755-ben építették a Terray testvérek (Joseph Marie és Pierre) számára. A kastély 2016-ban.
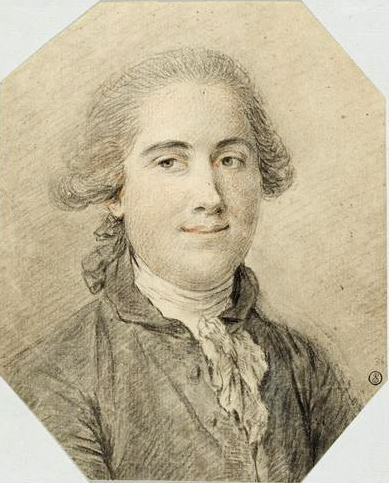
Antoine Terray(wd) 1794-ben feleségével kivégezték
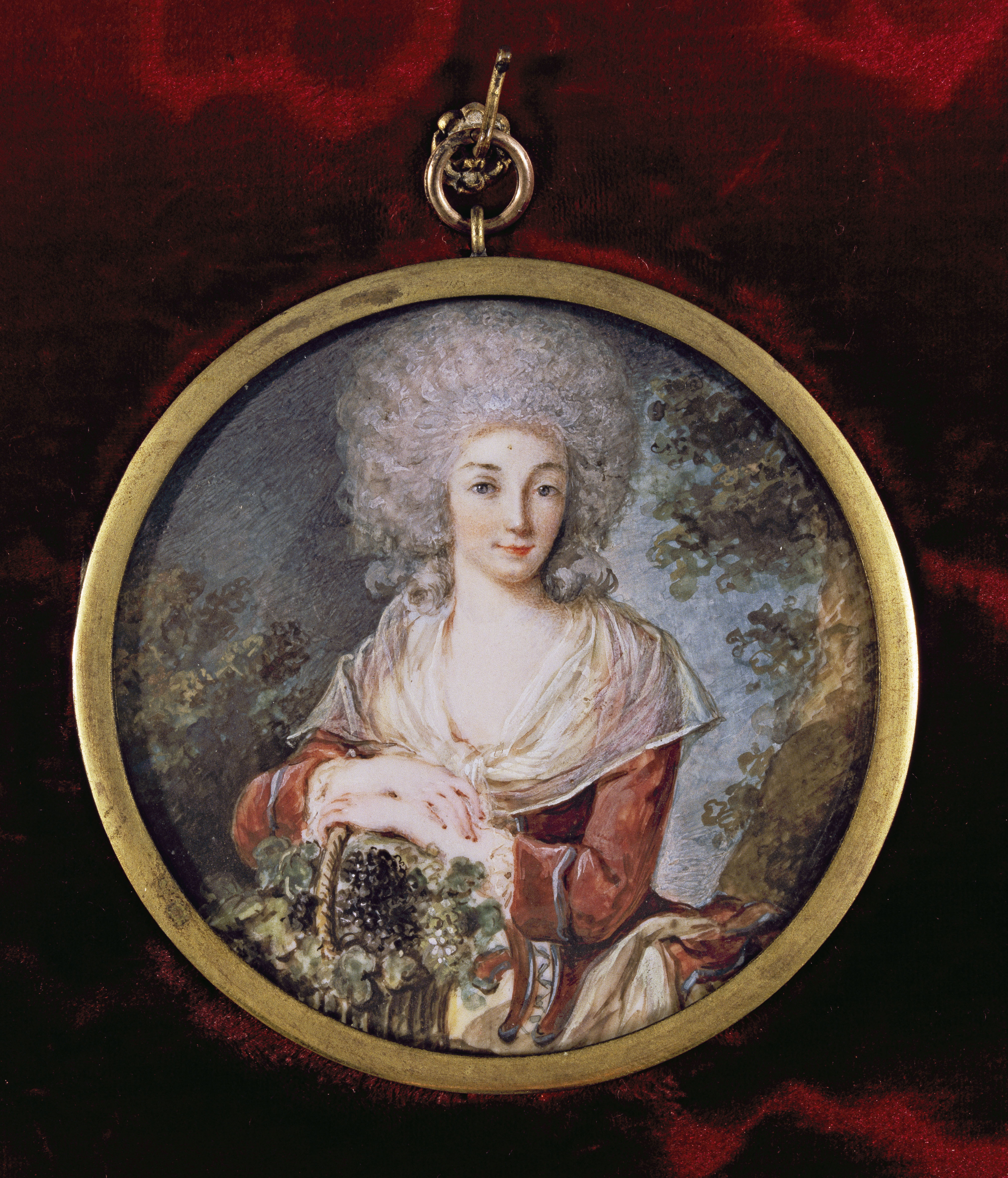
Antoine Terray(wd) felesége Marie Nicole Perreney, 1794-ben férjével kivégezték

A történelem egyik legnagyobb vándorlása Franciaországból a Szent Bertalan éj (1572. augusztus 24.) után történt, amikor a békülési célzattal a Párizsba gyűlt hugenották (francia reformátusok) nagy részét a király beleegyezésével lemészárolták. Lehetséges, hogy a francia Terrayak egy része ekkor menekült Magyarországra. A másik nagy elvándorlás a francia forradalom után történt. Az 1789-es francia forradalom Magyarországon is éreztette hatását. A „cuius regio eius religio” (Akié a föld, azé a vallás Augsburgi vallásbéke 1555-ben) elvét felváltotta a „cuius regio eius natio” (akié a föld, azé a nemzet) elve, a nemzeti és a nemzetiségi kérdések előtérbe kerültek. Az 1848-49-es szabadságharc a jobbágyságot megszünteti, majd megindul a polgári fejlődés. A vegyes házasságok gyakoribbak, a fiúgyermekek az apjuk, a leánygyermekek az anyjuk vallását követik.
A francia ág kutatója a Terray családban Terray Margit (Budapest, 1918. – Budapest, 2014) volt. A francia és a magyar családfák közötti kapcsolatot nem sikerült felderíteni.

## A Terray (légrádiés szigligeti) családfa

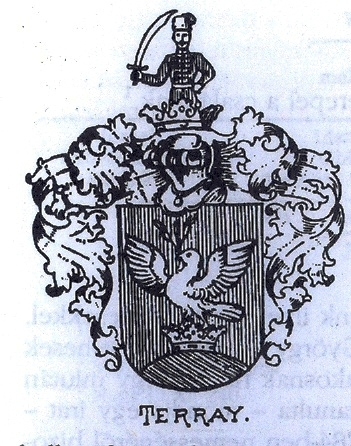
III. Ferdinánd 1646. november 30-án adományozott nemességet és címert Terray Györgynek és Fekete Ilona nejének. Forgon Mihály. 1909.

"III. Ferdinánd 1646. november 30-án adományozott nemességet és címert Terray Györgynek és Fekete Ilona nejének. Nemeslevelüket 1647. január 10-én hirdették ki Zala megyében. …A családnak adományos jószága volt Légrádon, melyre 1649-ben Pálffy Pál (nádor)tól kaptak donációt (adományt). Az 1713-i zala megyei nemesi vizsgálat alkalmával Terray János légrádi lakos igazolta nemességét s a nemességszerző Terray Györgytől való származását. Ez a Terray János, ifj. Terray János nevű fiával 1713. május 3-án nemesi bizonyítványt kap Zala megyétől. A családnak egy ága a Felvidékre származott, ahol tagjai leginkább az evangélikus lelkészi pályán működtek."

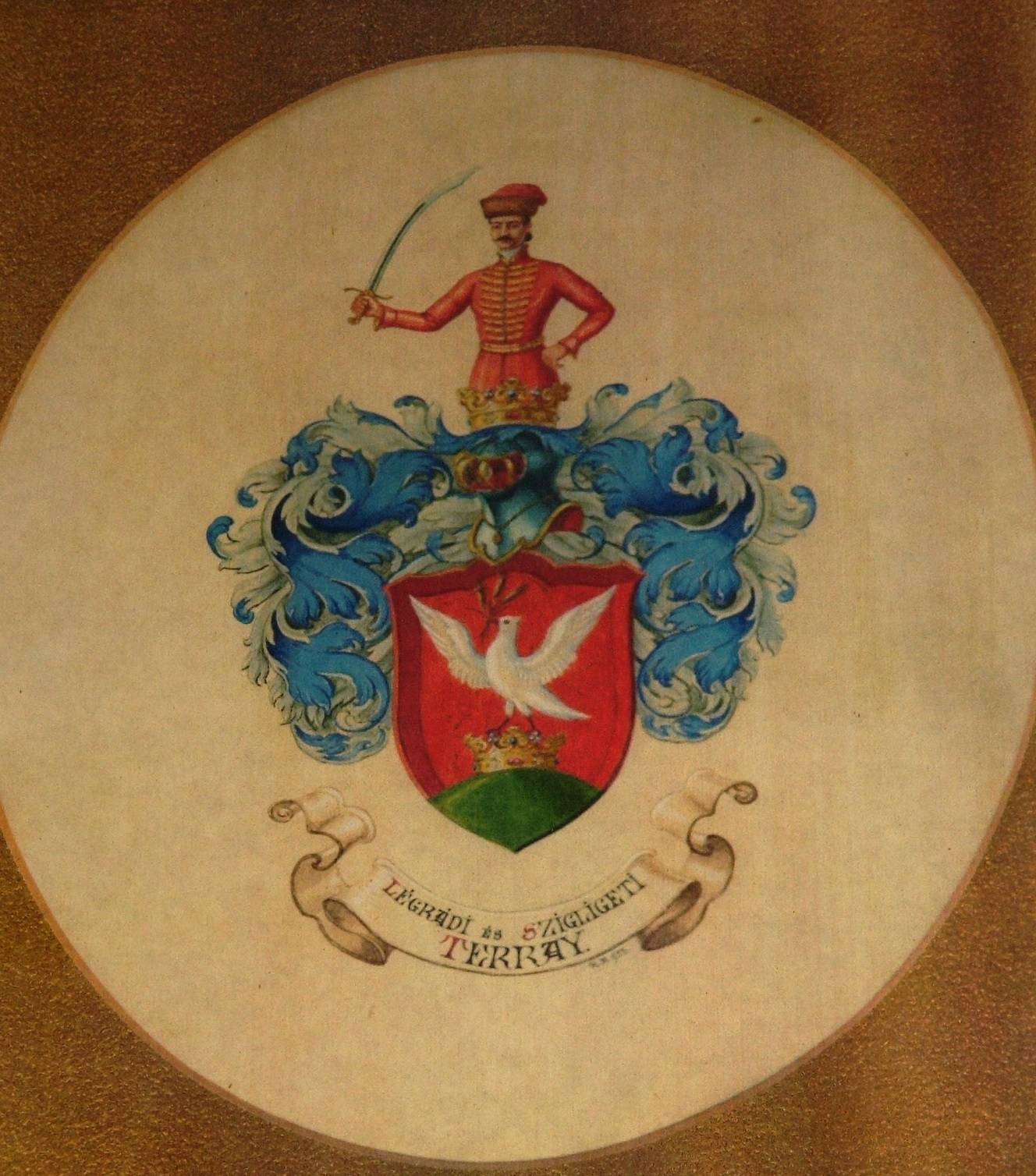
III. Ferdinánd 1646. november 30-án adományozott nemességet és címert Terray Györgynek és Fekete Ilona nejének. Festmény. 1910.

## A Terray (légrádiés szigligeti) család címere
"Címer: veres pajzsban, zöld halmon arany korona, melyen ezüst galamb áll, kiterjesztett szárnyakkal, csőrében három búzakalászt tartva. A koronás sisak dísze: növekvő, veres ruhás vitéz jobbjában kardot tart. Sisakdísz: kék-ezüst (másolatban Terray István birtokában Rimaszombaton) A második színes címer festmény, készült 1910-ben."

## AFelvidékiTerray ág

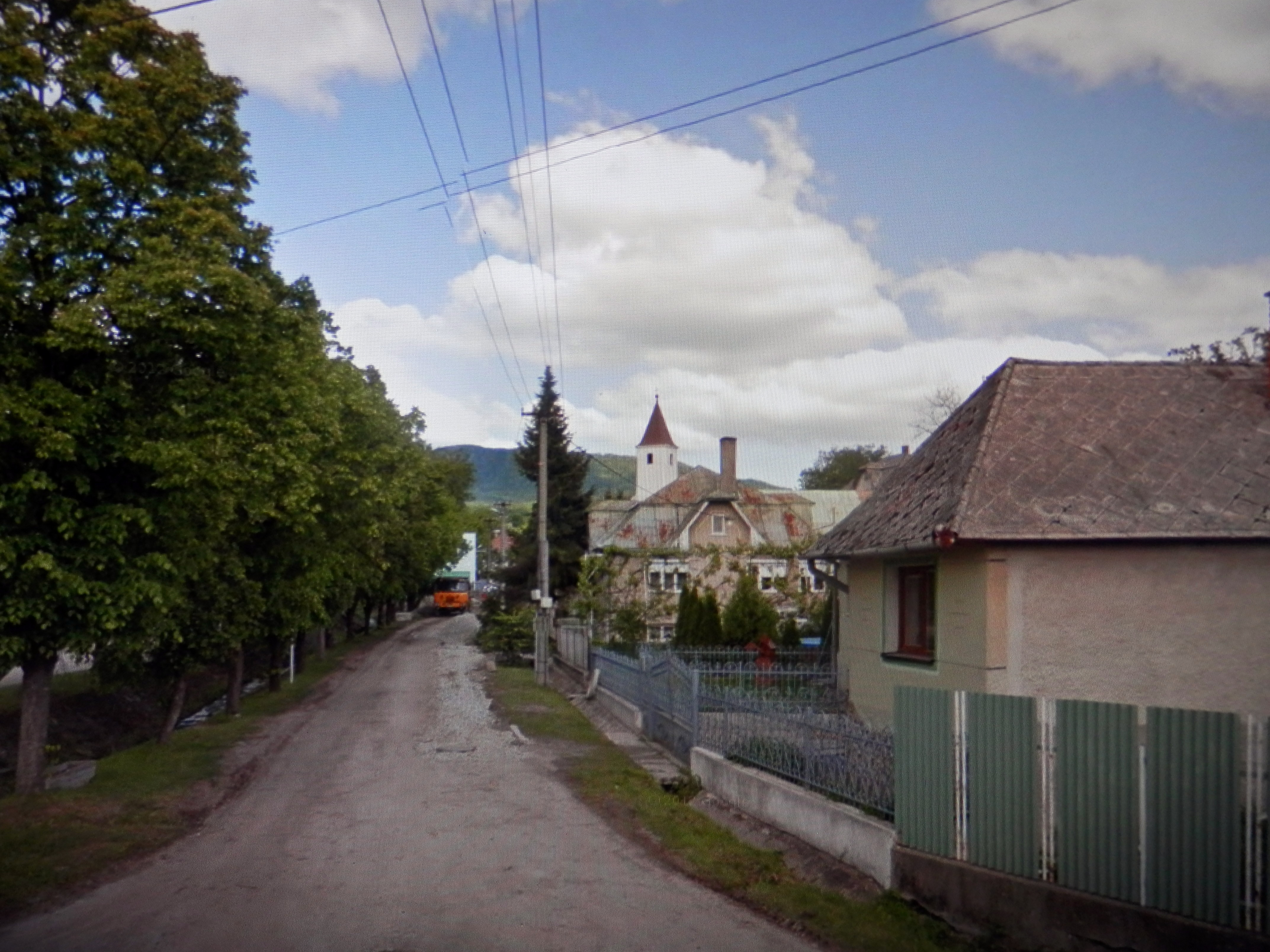
A ránki evangélikus templom 2018-ban. A Terrayak 1704-1808 között Ránkon, mint evangélikus lelkészek és tanítók szolgáltak

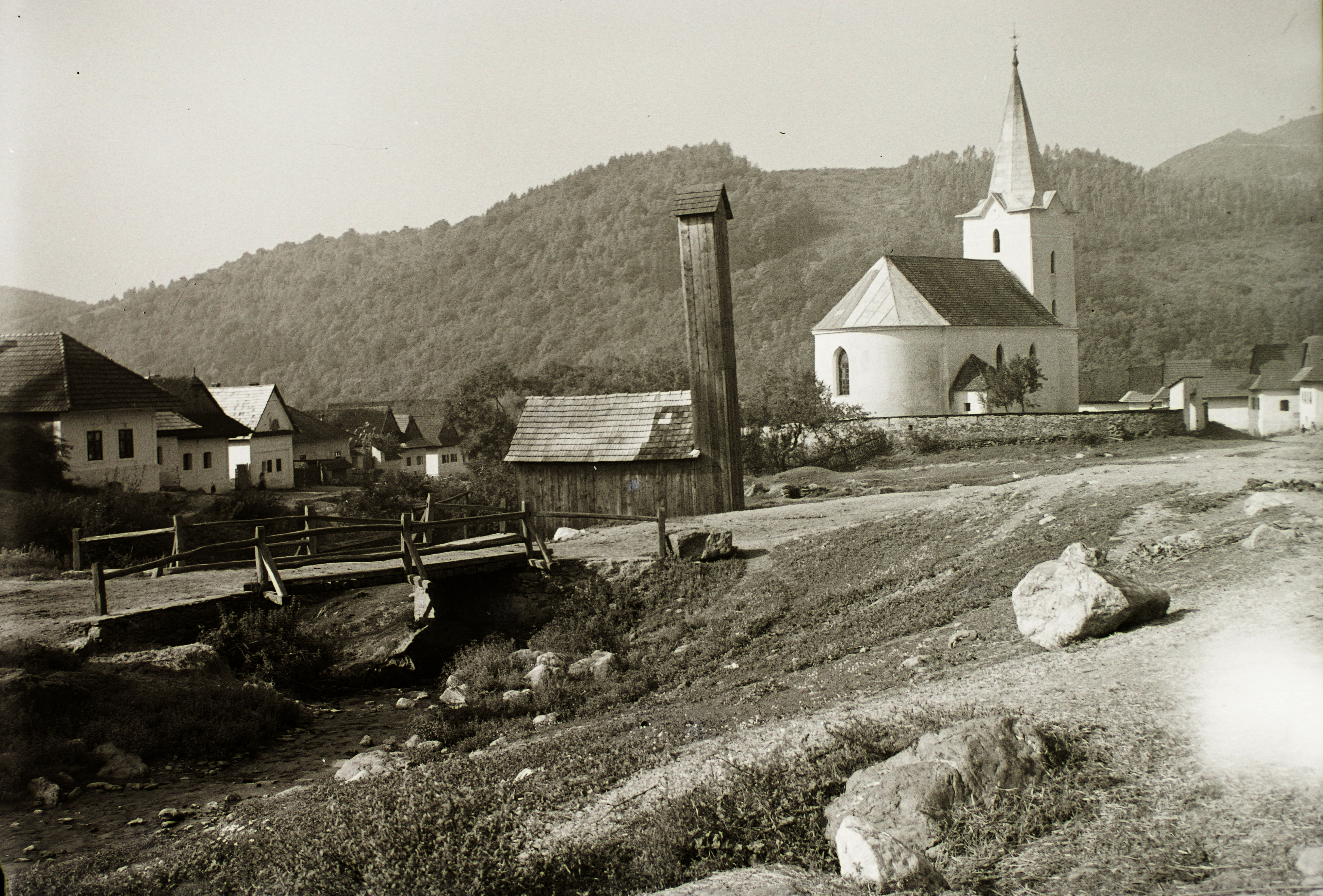
Az erődfallal körülvett evangélikus templom Oláhpatakon. Terray Béla I. 1885–1890 között volt lelkész Oláhpatakon

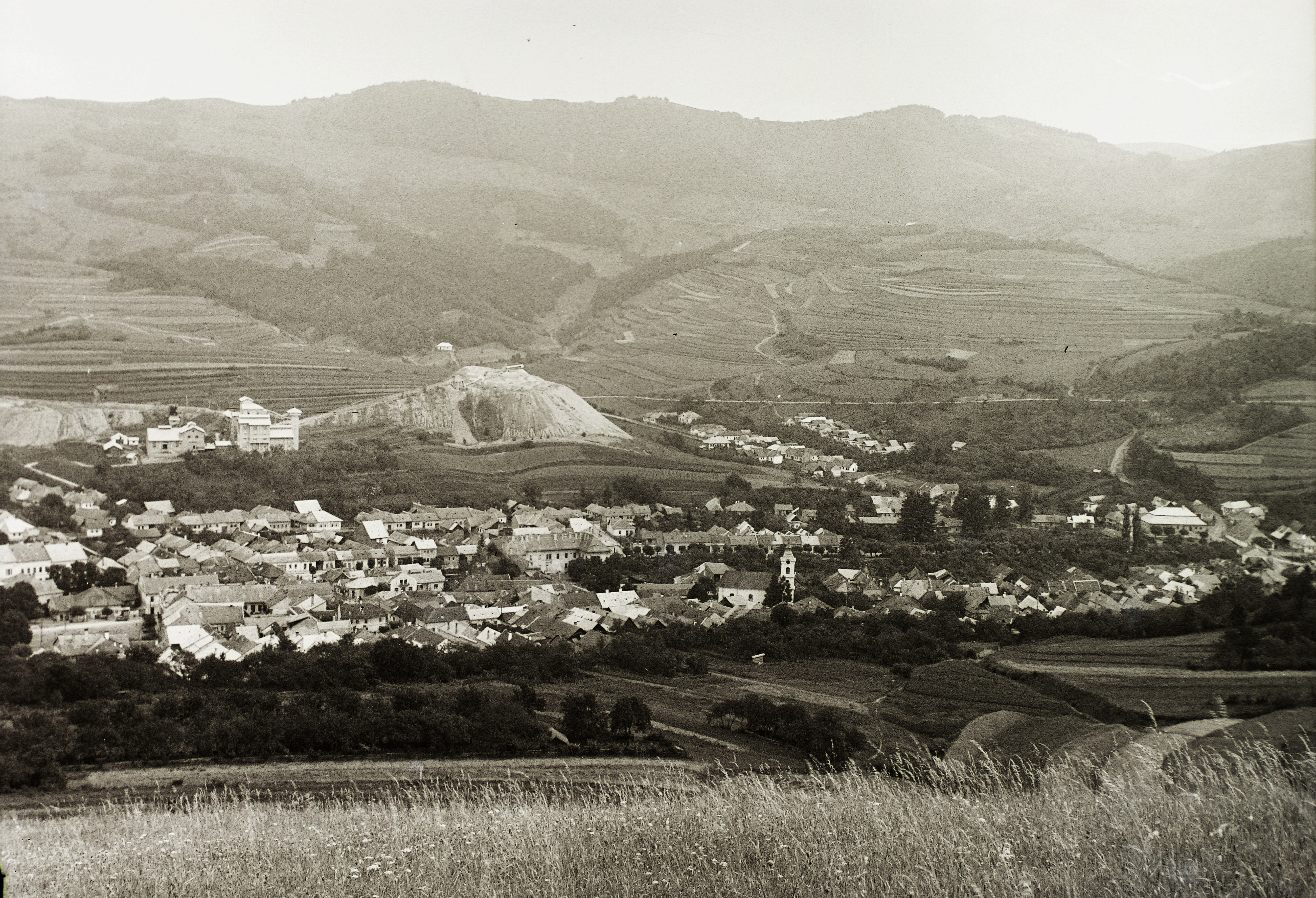
Dobsina látképe 1935-ben, távolabb az azbeszt feldolgozó üzem és a bánya. Terray Béla I. 1881–1885 hittantanár, Markovics István 1715–1749 orgonista Dobsinán.

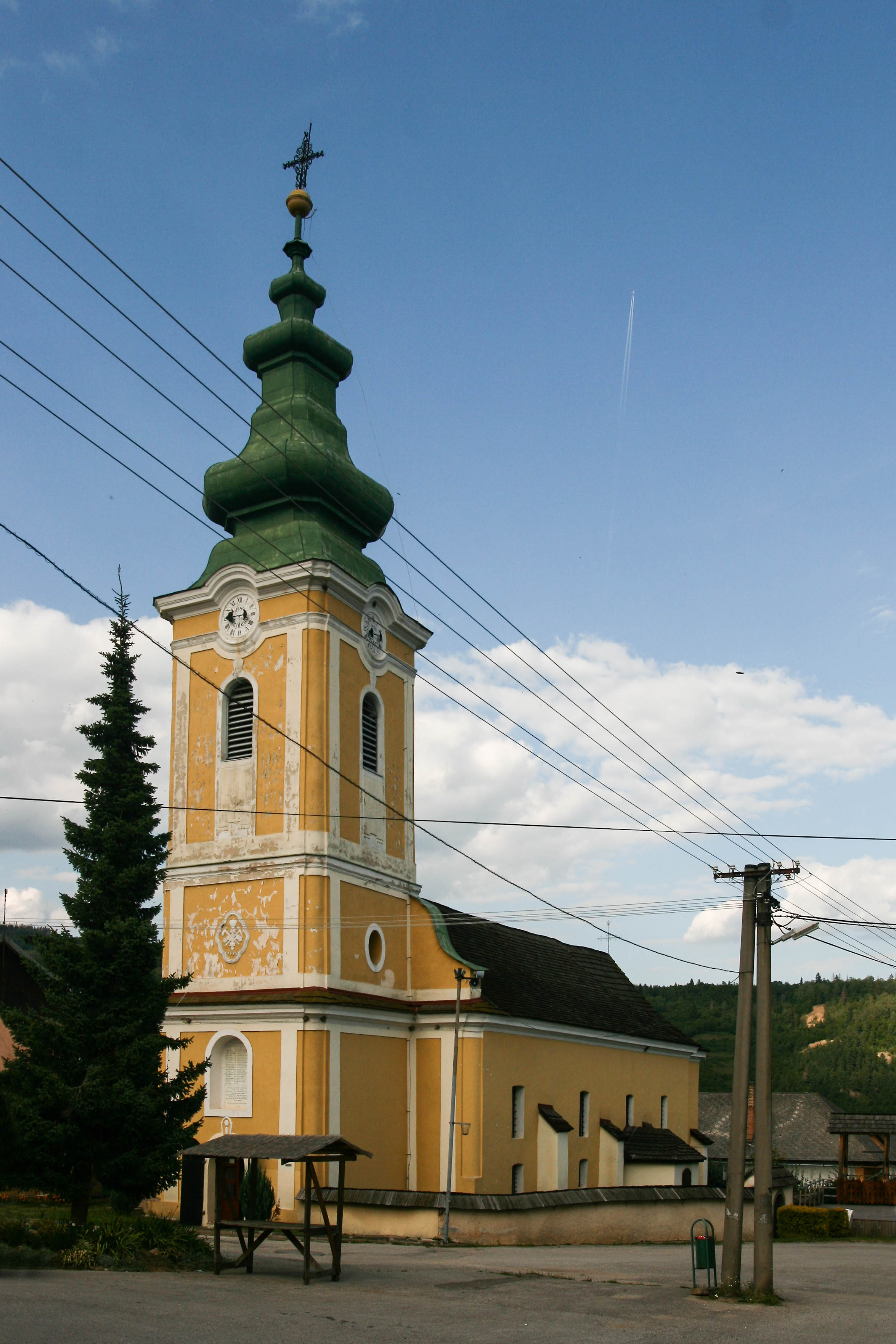
A rédovai evangélikus templom. A Terrayak, mint lelkészek és tanítók 1760-1803 között dolgoztak Rédován.

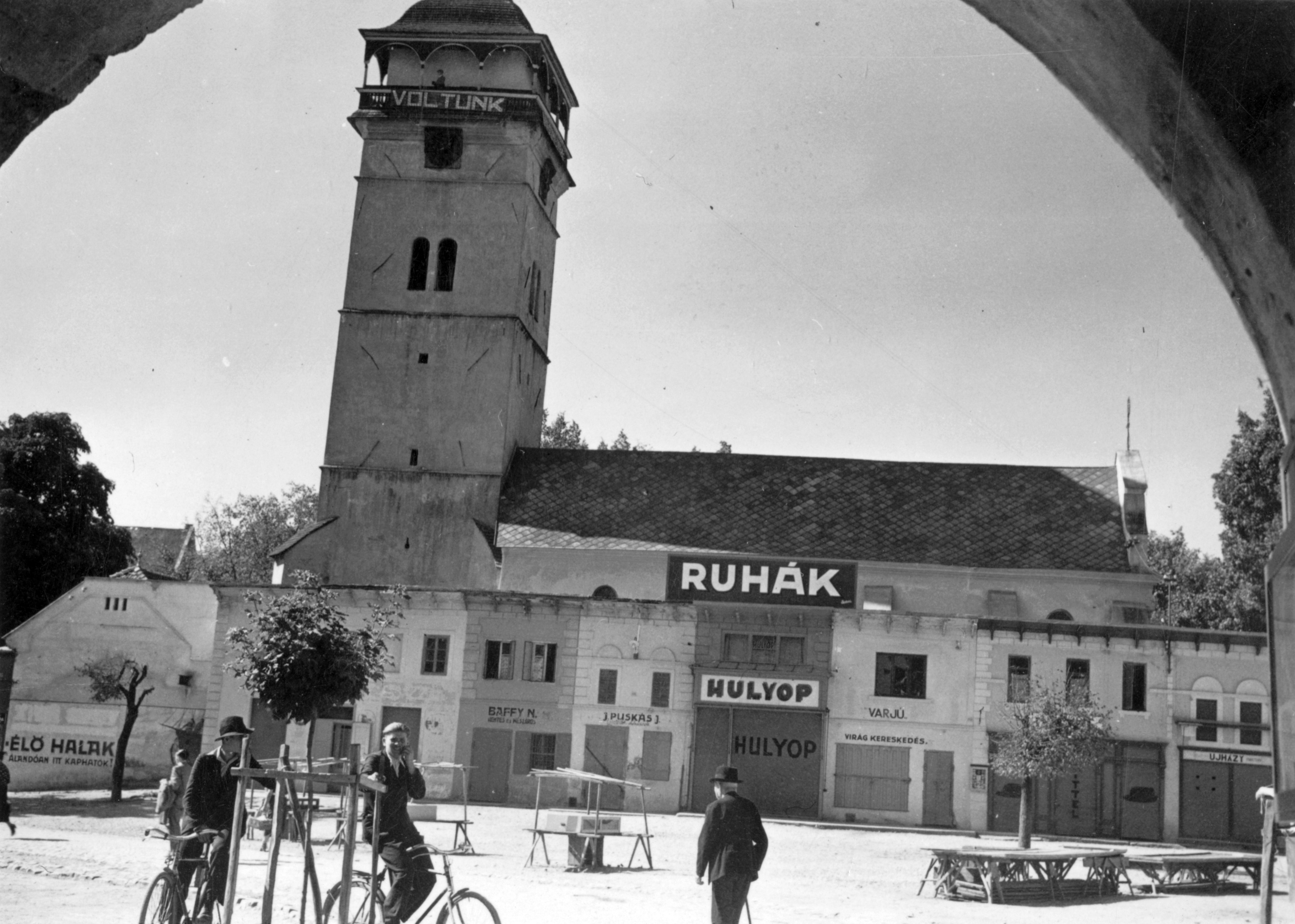
Rozsnyó főtere. A főtér közepén áll a városi torony. Az evangélikus templom a 18. század végéről a téren kívül található. Terray Gyula evangélikus főesperes 1885–1925 Rozsnyón

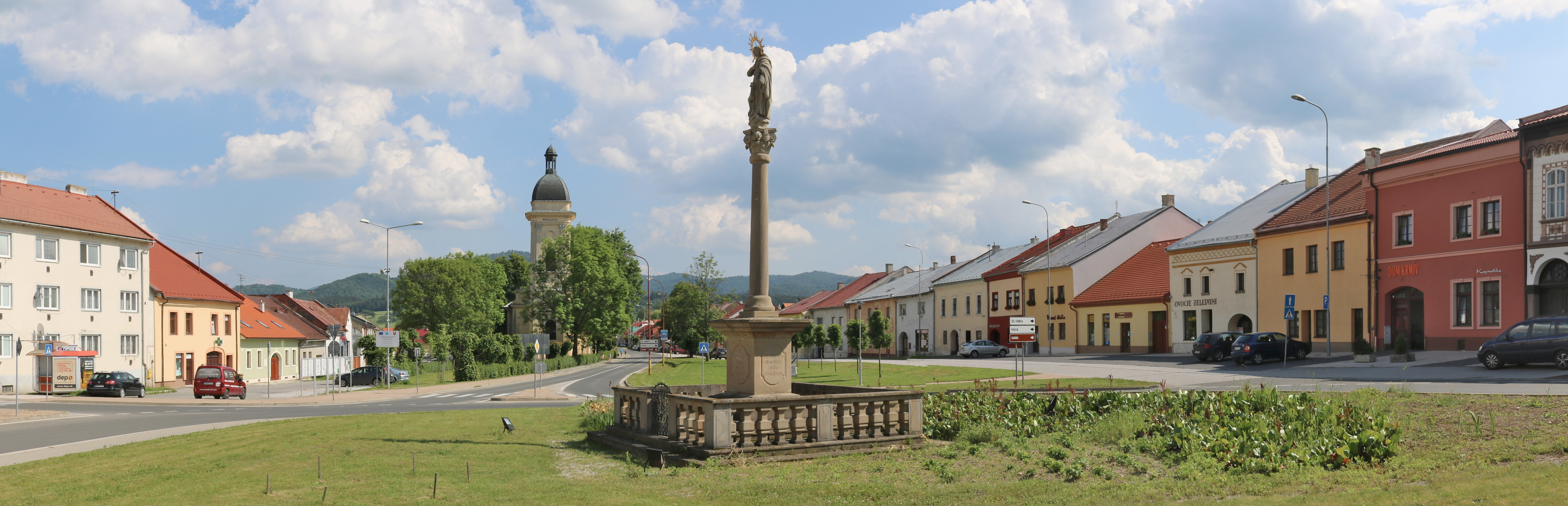
Szepesolasziban a főtéren emelkedik az 1787-ben épült evangélikus templom. A Terrayak 1833 óta élnek Szepesolasziban.

A Felvidékre való települést az ellenreformáció okozhatta, ami I. Lipót magyar király alatt (1657-1705) kezdődött, Magyarországon pedig 1673-tól a Terrayaknak nemesi címert adó Szelepcsényi György vezetésével. A Terrayak a Felvidéken már az evangélikus egyházat követték, de már Zala megyében áttérhettek az evangélikus hitre, és ezért menekülhettek el onnan.
Az első Terrayak Ránkon telepedtek le és tanítók voltak. Így Terray György és fia ifj. Terray György is. Hörk József A sáros-zempléni ev. esperesség története c. munkájában azt írta Ránkról 1885-ben: „Az ezen egyházban működött tanítók nevei: ... Terray György 1704–1740. Ifj. Terray György 1740–1754. Terray Márton 1754–1803.” A felvidéki Terrayak első generációi elsősorban a tanítói, kántori és lelkészi állást választották.
A Terrayak mint tanítók, először Ránkon, majd Rédován, Oláhpatakon, Szepesolasziban és más településeken fordultak elő. Az 1800 előtt született Terrayak között hat tanítót és három lelkészt találunk. A Terray család Rédován élt mindegyik tagja Terray György I. (*1666. k.-†1740) leszármazottja.
A Terray családban feltűnően sok ágostai hitvallású evangélikus (ág. ev.) tanító, iskolaigazgató, lelkész fordult elő, továbbá más értelmiségi foglalkozásúak is, pl. orvosok, mezőgazdászok, borászok, erdészek, jogászok, bölcsészek, mérnökök. A Terray és rokon családok számos tagjának kitűnő volt tanulmányai során a bizonyítványa, sokan a tudományos pályán komoly eredményeket értek el, tudományos teljesítményük ma is elismert. Fizikai foglalkozást nem folytattak, kivéve néhányan 1948 és 1956 után kényszerből, amikor állásukból büntetésként eltávolították őket.
A Felvidéken élő Terrayak földbirtokkal nem rendelkeztek, de a feleségek között előfordultak nemesi származásúak. A Terrayak a rendelkezésre álló források szerint 1867 előtt az igen népszerű jogi és katonai szakmai pályát nem választották. A családban nem fordult elő sem katona, sem szolgabíró, vagy más állami, megyei hivatalnok 1867 előtt.
A Felvidéken élő Terrayak beszélték a tót (szlovák) és a német nyelveket, több estben a magyar nyelvet csak az elemi iskolában sajátították el; a lelkészek és tanítók a latin nyelvet is megtanulták. A régebbi evangélikus anyakönyveket latinul vezették, 1844-50-től magyarul, 1850 után a felvidéki szlovák környezetben bibliai cseh nyelven.

A Terray család számos tagja használta a légrádi és szigligeti Terray nevet és címert.

### Terray családfa
Jelölések: Jelölések: *=a születés vagy keresztelés időpontja, Θ =a házastárs (férj vagy a feleség) neve, a házasságkötés helye és ideje, †=a halál vagy a temetés időpontja, helye, k.= körülbelül, nincs pontos adat, de becslést lehetett végezni, N. a vezeték- vagy keresztnév ismeretlen.
- A1. Terray György I. (*1666. k.-†Ránk, 1740.) Ránkon volt tanító 1704-1740.
  - B1. Terray György II. (*1693.-†Ránk, 1754.) Θ Mikula Dorottya. 1718. k. Felsőtőkésen, 1720-1740, majd Ránkon volt tanító 1740-1754. Mikula Dorottya apja Mikula Miklós.
    - C1. Terray György III. (*Alsó-felső Tőkésen, 1720.-†Oláhpataki, 1772. július 13. Temették Rédova, 1772. szeptember 6.) Θ Markovics Ráhel (*Dobsina, 1727. május 2.-†Rédova, 1770. augusztus 7.) Rédova, 1746. június 7. Markovics Ráhel szülei Markovics István (*Radvány, 1693. december 29.-†Dobsina, 1749. június 24.) 1715-ben Dobsinán orgonistának választották és 34 évig, haláláig itt dolgozott és élt. Θ Jöstelin Judit (-†Dobsina, 1745.) Dobsina, 1716. június 7.] 1716. június 7.
      - D1. Terray János. (*Rédova, 1747. június 8.-†Alsósztregova, 1793.) Θ Goldpelger Mária. (*1761.-†Ránk, 1831. december 4.) Goldpelger Mária. 2. Θ Balun János. 1793. után. Balun János apja Balun György. Terray János ág. evangélikus lelkész volt. 1773-ban fél évig a szászországi Jénában tanult. Előbb Zólyomban Osztrolukán (Zólyom vármegye), majd Alsósztregován volt pap és tanító.
      - D2. Terray Mária. (*Rédova, 1750. december 13. -) Θ Olbrich Mátyás I. Rédova, 1771. január 15. Olbrich Mátyás szülei Olbrich János Θ M. Anna.
      - D3. Terray Ráhel. (*Rédova, 1755. június 22.-) Θ Wandrák György. Oláhpatak, 1774. október 18.

    - C2. Terray Anna. (*Alsó-felső Tőkésen, 1721.-†Rédova, 1800. április 11.) Θ Vallko Mihály Rédova, 1750. január 13.
    - C3. Terray Márton. (*Alsó-felső Tőkésen, 1723.-†Ránk, 1808. június 12.) 1. Θ Soltisz Ilona. (*1730.-†Ránk, 1808. március 22.) Ránk. 1746. k. 2. Θ Moszey Ilona. Ránk, 1748. k. Az első két gyermek anyja Soltisz Ilona. Terray Márton 1754-1798 között kántor és tanító, iskolaigazgató volt, továbbá keresztelt is Ránkon.
      - D1. Terray János I. (*Ránk, 1750.-†1835. előtt.) Θ Schuschta Erzsébet. (*1757.-†Ránk, 1835. április 19.) 1775. k. Anyja Soltisz Ilona.
        - E1. Terray György I. (*Ránk, 1787. május 1.-) Ránkon evangélikus pap és tanító volt.
          - F1. Terray György II. (*Kecerpeklény, 1826. július 9.-†Kecerkosztolány, 1873. augusztus 6.) Θ Hudák Mária. Kassa, 1858. k. Ránk, majd Sárosófalu. 1858. k. Kolozsváron gazdasági iskolát végzett, Vizimolnár. 1864-ben Bolyáron is bérelt vízimalmot.
            - G1. Terray István I. (*Ránk, 1864. november 2.-†Losonc, 1953.) Θ Örtel Ida (*Krizba, Brassó mellett, 1873.-1937. február 27.) Tanulmányait az Eperjesi evangélikus kollégiumot 1884-ben fejezte be, jó minősítéssel, vallástanító lett. Aszód 1885-ben, Vác 1886-ban, Türkös, Brassó mellett 1886-1902 közötti állomások után Kuntaplocán volt hosszú ideig tanító, s ott is ment nyugdíjba 1927-ben, és Losoncra költözött.
            - G2. Terray Anna, Paulina. (*Ránk, 1866. augusztus 26. -) Θ Marcaly János.
            - G3. Terray János, Boldizsár. (*Sárosófalu, 1869. január 5.-) USA-ba vándorolt ki. Fiatalon meghalt.
            - G4. Terray György II. (*Sárosófalu, Kosztolyán, 1871. április 22.†1949.) USA-ba vándorolt ki. 1918-ban Pittsburgban Ő írta alá a Masaryk féle egyezményt, Kántor volt. Nem nősült meg.

      - D2. Terray Anna. (*Ránk, 1754.-†Ránk, 1814. december 13.) 1. Θ Biács András. (*1756.-†Ránk, 1794. július 17.) Ránk, 1780. február 6. 2. Θ Kostkas János. Ránk, 1797. január 22. Kostkas János szülei Kostkas István és M. Anna.

    - C4. Terray András. (*Alsó-felső Tőkésen, 1733.-†Rédova, 1812. november 15.) Θ Leporini Mária. (*1738.-†Rédova, 1820. február 6.) Foglalkozása Rédovai tanító. Leporini Mária szülei Leporini Pál. (*1718. k.-†1764-1789.) Θ Garany Zsuzsanna. (*1726.-†Rédova, 1790. január 7.).
      - D1. Terray András II. (*Rédova, 1764. december 3.-) Θ Lipták Anna. Rédova, 1790. november 16.-) Lipták Anna szülei Lipták János Θ Palaszko Mária. (*Rédova, 1754. július 14.-†Rédova, 1809. július 1.) Pallaszko Mária szülei Pallaszko Vencel Θ Sztehlo Anna.
        - E1. Terray Zsuzsanna. (*Rédova, 1796. április 3.-) Θ Szenkó Tamás II. (*Rédova, 1794. január 17.-) Rédova, 1814. november 15. Szenko Tamás II. szülei Szenko Tamás I. Θ Nyemecz Zsuzsanna.
        - E2. Terray Mihály. (*Rédova, 1798. szeptember 28.-†Rédova, 1858. augusztus 12.) Θ Garany Katalin. Rédova, 1825. november 21. Garany Katalin szülei Garany András Θ Berger Katalin.
          - F1. Terray Zsuzsanna. (*Rédova, 1826. október 19.-†Rédova, 1867. augusztus 4.)

        - E3. Terray Zsófia. (*Rédova, 1801. március 24.-1870. december 6.) Θ Urbán András I. (*Rédova, 1795. november 3.-) Rédova, 1820. november 9. Urbán András I. szülei Urbán Mihály Θ Tesslar Zsuzsanna.
        - E4. Terray János II. (*Rédova, 1810. május 23.-†Rédova, 1874. március 23.) Θ Rogosz Zsuzsanna. Rédova, 1834. november 18. Rogosz Zsuzsanna szülei Rogosz András Θ Urbán Mária.
          - F1. Terray János III. (*Rédova, 1837. augusztus 19.-) Θ Fabriczy Katalin. (*Rédova, 1839. augusztus 5.-) Rédova, 1862. november 18. Fabriczy Katalin szülei Fabriczy István II. Θ Wallko Zsuzsanna III. (*Rédova, 1801. december 19.-) Rédova, 1820. szeptember 3. Fabriczy István II. szülei Fabriczy István I. Θ Hantsko Zsuzsanna. Vallko Zsuzsanna szülei Wallko Márton Θ Garany Zsuzsanna.
            - G1. Terray Mária. (*Rédova, 1872. március 29.-) Θ Klima György I. (*Rédova, 1864. április 28.-†Rédova, 1939. március 4.) Kerékgyártó. Rédova, 1887. november 15. Klima György szülei Klima Márton Θ Kristyák Mária.

          - F2. Terray Mária. (*Rédova, 1841. március 24. -) Θ Lipták Mihály. Földészek.

        - E5. Terray András IV. (*Rédova, 1814. április 8.-†Rédova, 1880. április 14.) 1. Θ Lang Zsuzsanna. Rédova, 1839. november 19. Lang Zsuzsanna szülei Lang János Θ Garany Zsuzsanna.
          - F1. Terray Zsuzsanna. (*Rédova, 1860. március 12.-) Θ Teslár János I. (*1855.-) napszámos, földész. Rédova, 1880. november 16. Teslár János szülei Teslár György Θ Garany Zsuzsanna.

      - D2. Terray János. (*Rédova, 1770. január 12. -) Selmecbányán tanult 1793-ban, majd a Jénai Egyetemen 1795-ben. Θ Fabriczky Katalin.
      - D3. Terray Mihály I. (*Rédova, 1772. szeptember 10.-†Hámosfalva, 1840. május 3.) Θ Honétzy Zsuzsanna. (*Ozdin, 1780.-†1850.-1859.) Ozdin, 1800. november 17. Terray Mihály Rozslozsnyán volt 1800. február 9-től ág. evangélikus lelkész, majd alesperes, itt szolgált haláláig. Sikerült neki szülőfaluja (Rédova) temploma részére oly összeget gyűjteni, hogy 1794-ben felépíthette. 1801-ben építtette fel Rozslozsnyán a templomot. Honétzy Zsuzsánna szülei Honétzy János. (*1752.-†1837.) Ozdini ág, evangélikus lelkész és Latzo Anna.
        - E1. Terray Mihály II. (*Hámosfalva, 1802. február 2.-†Szepesolaszi, 1869. július 21.) Θ Salczer Zsuzsanna. (*1807. szeptember 13.-†Szepesolaszi, 1881. november 27.) Szepesolaszi, 1833. november 13. Salczer Zsuzsanna szülei Salczer János György szenátor. (*1763.-†Szepesolaszi, 1834. december 10.) Θ Roxer Zsuzsanna. (*1776. k.-†Szepesolaszi, 1822. november 17.) Szepesolaszi, 1806. május 5. Salczer János György apja Salczer György (*1734.-†Szepesolaszi, 1799. október 22.). Roxer Zsuzsanna szülei Roxer Tóbiás (*1747.-†Szepesolaszi, 1812. október 16.) Θ Sculteti Zsuzsanna. (*1751.-†Szepesolaszi, 1809. szeptember 3.).
          - F1. Terray Zsuzsanna, Johanna. (*Szepesolaszi, 1833. augusztus 28.-†1914. október 11.)
          - F2. Terray Manó Lajos. (*Szepesolaszi, 1839. július 21.-†Szepesolaszi, 1913. július 8.) 1. Θ Kunay Laura Ilona. (*Szepesolaszi, 1853. június 22.-) Szepesolaszi, 1873. október 26. 2. Θ Kézsmárszky Emma. Kunay Laura szülei Kunay Imre, kalmár Θ Lechnitzky Zsuzsanna.
            - G1. Terray Olga. (*Szepesolaszi, 1877. június 20.-) Θ Schultze Ottó, ág.ev. lelkész Récse településen, Pozsony mellett.
            - G2. Terray Jolán. (*Szepesolaszi, 1881. november 5.-†1923. február 21.)
            - G3. Terray Elemér I. (*Szepesolaszi, 1886. november 14.-†1956. január 16.) Vas- és fűszerkereskedő volt. 1915-ben az I. világháborúban megsérült.
              - H1. Terray Laura. (*Szepesolaszi, 1920. szeptember 17.- †2002. k.)
              - H2. Terray Elemér II. (*Szepesolaszi, 1922.-†Szepesolaszi, 1998.) Θ Dokulil Anna. Terray Elemér a német irodalom kutatója, a Johann Gottfried Herder kutatásai révén lett európai hírű tudós.

            - G4. Terray Béla, Manó, Gyula. (*Szepesolaszi, 1889. április 12.-†Pozsony, 1962. március 2.)
            - G5. Terray Elza, Franciska. (*Szepesolaszi, 1892. október 23.-) Θ Namyslov István I. Ungvár, kereskedő.
            - G6. Terray Emma, Amália. (*Szepesolaszi, 1894. május 4.-Lőcse, 1961. k.) Postakezelőnő 1942-ben még Ungváron élt, a Magyar Királyi Postahivatalnál Ungváron segédellenör volt.
            - G7. Terray Elek, Ede. (*Szepesolaszi, 1895. október 22.-) Ungváron élt.

          - F3. Terray Pál, András. (*Szepesolaszi, 1843. december 18.-†Szepesolaszi, 1895. április 19.) Θ Maléter Matild. (-†1901. után) Szepesolaszi, 1874. szeptember 27. Szepesolasziban városi főjegyző volt. Gyermekük nem volt. Maléter Matild szülei dr. Maléter Gusztáv Maléter Gusztáv Θ Krivácsy Zsuzsanna Krivácsy Zsuzsanna.
          - F4. Terray Emma, Etelka. (*Szepesolaszi, 1849. május 13.-†1911. május 22.) Θ Weber András (tyrlingi)
          - F5. Terray József, László I. (*Szepesolaszi, 1852. március 7.-†Budapest, 1928. július 22.) Θ Király Mária. (*Kassa, 1861.június 5.-†Budapest, 1911. augusztus 20.) Budapest, 1901. február 11. Bírósági végrehajtó volt. Király Mária szülei Király Ede Θ Szakala Anna.
            - G1. Terray László II. Árpád dr. (*Szarvas, 1884. május 21.-†Budapest, 1963.) Törvényszéki bíró, királyi törvényszéki jegyző volt Budapesten. 1. Θ Horváth Ágnes. (*Szepesség, 1883. január 16.-†Budapest, 1928. február 21.) Budapest, 1914. február 1. 2. Θ Kovács Márta. (*Szepesváralja,-†Budapest, 1964. október 12.) Tanítónő. Budapest, 1933. 2 gyermeke az első feleségétől született. Horváth Ágnes szülei Horváth István Θ Valner Anna. Kovács Márta szülei Kovács Arnold (*1869.-†Budapest, 1937. október 22. Farkasréti temető.) Θ Mihályik Julianna. 1893.
              - H1. Terray Edmunda. (*Budapest, 1918. január 23.-) Vajda Zoltán gépészmérnök 1940. április 30-án eljegyezte Terray Edát. Esküvő Budapest, 1940. július 2. Vajda Zoltán szülei Vajda Lajos Θ Burget Róza.
              - H2. Terray Ágnes Gabriella. (*Budapest, 1919. június. 14.-) Θ György András. (*Galac, Románia, 1901. május 5.-) Budapest, 1942. március 21. György András gépészmérnök volt. György András szülei Pana György Θ György Mária.

            - G3. Terray Béla. (*Szarvas, 1885. augusztus 21.-†Budapest, 1954. június 13.) Θ Nagy Eszter (*1887. január 20.-†Budapest, 1942. május 6.) Budapest, VIII. kerület, 1914. július 28. Nagy Eszter szülei Nagy János Θ Szakács Lídia.
            - G4. Terray Dezső I. dr. (*Szarvas, 1887. május 23.-†Budapest, 1947. január 16.) Θ Wassung Ilonka. (*1891. március 19.-) Stanislau, 1916. január 1. Tábori lelkész előtt. Ügyvéd volt Budapesten. Wassung Ilona szülei Wassung Károly Θ László Mária.
            - G5. Terray Gyula. (*Szarvas, 1889. február 5.-†Budapest, 1948. március 31.) 1. Θ Mucska Júlianna. Budapest, 1918. k. 2. Θ Kádas Blanka Mária. (*Temesvár, 1889. február 13.-†Budapest, 1944. április 28.) Budapest, 1924. március 2. 1928 és 1944 között biztosan, hogy Bukméker volt Budapesten. Kádass Mariska. 1924-ben férjhez ment légrádi és szigligeti Terray Gyulához.” Kádas Mária szülei Kádas Imre Θ Dunkl Gizellla. Mária szülei Kádas Imre Θ Dunkl Gizellla.
              - H1. Terray Emil. (*Budapest, 1919.- †2005. május 15) Anyja Mucska Júlianna. Terray Emil tartalékos zászlós műszaki tisztként szolgált a 101. vadászrepülő osztálynál. Θ Gortva Erzsébet. (*Budapest, 1920. február 28.-†Budapest, 1996. április 5.) Női fodrász. 
                - I1. Terray Krisztina Rita. (* Budapest, 1958. június 17. – ) Okleveles vegyész Θ Szőts Gábor Miklós (*1955. január 1.-) Θ 1984. december 1. (Elváltak 1995. február 25.) Villamosmérnök Szülei: Szőts Endre Villamosmérnök, Horváth Magdolna Könyvtáros.
                  - J1. Szőts Viktor. (* Budapest, 1986. május 11.-) Szoftver fejlesztő.
                  - J2. Szőts Miklós. (* Budapest, 1989. május 15.- ) Szoftver fejlesztő.

            - G6. Terray Laura, Olga Jolán. (*Makó, 1894. április 23.-†1945. k.) Θ Darvas Sándor Ernő. (*1891. március 19.-) Budapest, 1920. április 25. Darvas Sándor postafőnök előbb Salgótarjánban, majd Szekszárdon. Gyermekük nem volt. Darvas Sándor szülei Darvas Lajos Θ Frenyó Karolina.

        - E2. Terray Pál I. Mihály. (*Hámosfalva, 1809. szeptember 26.-†Jolsva, 1890. április 17.) 1. Θ Pécsy Mária, Lujza. (*Jolsva, 1816. április 21.-†Vizesrét, 1843. április 12.) Galsa, 1838. február 19. 2. Θ Koricsánszky Emília. (*1824.-†Süvete, 1895. február 24.) Nemes asszony. Vizesrét, 1844. január 20. Előbb Gömörben, majd Galsán, végül Nagyrőce mellett Vizesréten volt Coburg gothai herceg erdőtisztje. Hercegi erdőbíró volt. Pécsy Mária, Lujza szülei Pécsy János, Ádám (*Csetnek, 1784.-†Jolsva, 1859. augusztus 20.) Θ Fakla Mária. (*Ratkó, 1796. november 3.-†Jólsva, 1839. április 15.) Ratkó, 1815. június 28. Jolsvai orvos. Koritsánszky Emília szülei Koritsánszky Pál, Sámuel Vizesréti evangélikus lelkész. Θ Szmik Krisztina. Szmik Krisztina szülei Szmik Márton (*1770.-) Θ Latinák Zsuzsanna. (*1776.-†1836.) Latinák Zsuzsanna szülei Latinák János (*1752.-†1817. november 1. Θ Benedikty Judit. (*1760.-†1824. május 2.)
          - F1. Terray Mária. (*Galsa, 1839. december 28.-†Miskolc, 1920. március 1.) Θ Reuss Adolf. (*1823. december 6.-†1902. január 21.) 1858. augusztus 1. Reuss Adolf szülei Reuss Sámuel evangélikus szuperintendens (püspök) Θ Schulek Rozália.  
            - G1. Reuss Malvin Lujza. (*Ratkó, 1862. november 28.-†Rimaszombat, 1941. október 7. Sírja Kolozsváron a Házsongárdi temetőben van.) Θ Fodor Béla I. Dr. (*Mélykút, 1846. november 25.-†Rimaszombat, 1918. szeptember 29.) Tardona 1882. szeptember 26. Fodor Béla Dr. orvos volt Ózdon, Dobsinán, Baranyaselyén, majd Rimaszombaton.
              - H1. Fodor Malvin. (*1884. szeptember 16.-†Kolozsvár 1962. november 20. Férjével, édesanyjával a Házsongárdi temetőben van a sírja) Θ Sipos Béla I. (márkosfalvi) (*Kézdimárkosfalva, 1875. szeptember 16.-†Székelyudvarhely, 1967. december 3. Sírja a Házsongárdi temetőben van) Rimaszombat, 1903. szeptember 16.
                - I1. Sipos Béla II. Dr. (*Rimaszombat, 1904. augusztus 8.-†Budapest, 1980. szeptember 17.) Θ Szakács Dóra (*Fellak, 1914. október 19.-†Budapest, 1998. május 28.) Sajóudvarhely, 1944. május 25.
                - I2. Sipos Géza. (*Rimaszombat, Gömör megye, 1905. november 8.-†Székelyudvarhely, 1993. április 16.) Θ Csató Irén (*Székelyudvarhely, 1911. július 14.-†Székelyudvarhely, 1992. január 4.) Θ Székelyudvarhely. 1934. szeptember 23.

          - F2. Terray István, Gyula, András. (*Vizesrét, 1844. november 16.-†Rozsnyó, 1925. augusztus 15.) 1. Θ Galánffy Emma. (*Nyíregyháza, 1850.-†Budapest, 1886. szeptember 10. Süvetén van eltemetve.) 1872. 2. Θ Lám Rezsin (Regina) (*1865.-†Rozsnyó, 1904. február 29.) Lőcse, 1891. 3. Θ Cotel Lenke. (*Rozsnyó, 1867. k.-) 1908. Terray Gyulát 1866-ban szentelte fel Nyíregyházán Máday Károly püspök. Majd Nandráson volt lelkész 1867-1870 között, s innen Rimaszombatba került, ahol vallástanár volt. 1872. július 16-án tanári oklevelet is szerzett Iglón. 1873-ban Salgótarjánban, 1875-ben Arnótra került lelkésznek, s itt volt 1878-ig. 1878-ban Süvetére került, majd 1885-ben Rozsnyóra és itt választották meg 1885-ben főesperesnek, a beiktatás 1886 július 27-én Csetneken történt. Érdemeinek elismeréseként 1911-ben udvari tanácsos lett, mint ilyen legelső a protestáns lelkészek között. 1911-ben nyugdíjba vonult. Lám Rezsin (Regina) szülei Lám Lajos merényi (Szepes vármegye) evangélikus lelkész és Bölcsházy Hermin. Özvegy Szomor Károlyné, szül. Cotel Lenke szülei Cotel Ernő (*1836.-†Likér, 1887.] és Kolbenhayer Regina (*1837.-†Rozsnyó, 1933.)
          - F3. Terray Béla I. (*Vizesrét, 1848. november 14.-†Süvete, 1898. november 11) 1. Θ Kis Ida. (*1855.-†Dobsina, 1882. június 16.) 1872. k. 2. Θ Halasy Piroska. (-†Süvete, 1886. szeptember 9.) 1882. november 12. 3. Θ Meskó Ilona. (*1865.-†1939. után.) 1890. Terray Béla I. evangélikus lelkész. 
            - G1. Terray Aladár, Gyula. (*Gömörpanyit, 1873. október 6.-†1909. k.)
            - G2. Terray Béla II. (*Rozsnyó, 1888. február 25.-†1928. k.) Θ Mesko Ilona. Kiment Amerikába, farmer volt.

          - F4. Terray Emília. (*Vizesrét, 1858.-†Nyíregyháza, 1933. augusztus 18.) Θ Chotvács Ágost. (*Vizesrét, 1851.-†Nyíregyháza, 1913. december 18.) 1879. december 28. Chotvács Ágost ev. főgymnáziumi tanár volt Nyíregyházán 1874-1899 között, 25 éven át. Chotvács Ágost szülei Chotvács Endre Vizesréti ág. ev. lelkész Θ Kolbenhayer Honorata.
          - F5. Terray Pál II. dr. (*Vizesrét, 1861. augusztus 27.-†Budapest, 1926. november 20. Sírkövét a Fiumei úti sírkertben 1928. május 20-án avatta fel utódja dr. Engel Károly egyetemi magántanár) Θ Horváth Erzsébet (*1887. szeptember 1.-†Budapest, 1964. július 17.) 1884-ben szerezte meg az orvosi diplomát. 1884-1893. a Korányi klinikán volt tanársegéd. 1894-ben egyetemi magán-, 1904-ben rendkívüli tanár lett. Horváth Erzsébet szülei Horváth Mihály (-†1920. előtt) Θ Pintér Erzsébet (*1859.-†1920. május 5.)

        - E3. Terray Károly. (*Hámosfalva, 1812. november 13.-†Losonc, 1881. március 7.) Θ Adriányi Mária Lujza. (*Nagyrőce 1827.-†Likér 1900. augusztus 6.) Nagyrőce, 1844. december 26. 1850. június 20-án Osgyán városka ág. ev. gymnáziumának lett igazgatója. 1853. szeptember 1-én egyesült a Rimaszombati ref. gymnáziummal az Osgyáni iskola, amelynek alapító igazgatója volt 1853-54-ben, majd ezen rimaszombati iskola tanára, később igazgatója lett (1857–1860, 1865–1866), s emelte hírét messze földön. Rimaszombaton magyart, németet, latint és görögöt tanított. Adriányi Mária Lujza szülei Adriányi Károly (*1800.-†Nagyrőce, 1884. november 21.) rimamurányi főpénztáros, bányabirtokos, 1. Θ Kindisz Julia (*Nagyrőce, 1807. február 8.-†Nyustya, 1859. május 30.) 1824. k. 2. Θ Ferdinándy Mária. Ferdinándy Mária első férje nemes Raskó Mihály őrnagy volt, Munkács várának utolsó parancsnoka, 1837-ben lett nemes, 1847-ben halt meg. Ferdinándy Mária szülei Ferdinándy János és Kallucz Zsuzsánna.
          - F1. Terray István. (*Losonc, 1847. január 13.-†Rimaszombat, 1912. május 7.) 1. Θ Mikola Izabella. (*Arnót, 1856. június 1.-†Rimaszombat, 1904. május 3.) Ózd, 1877. május 15. 2. Θ Vékey Jolán. (özvegy Katona Józsefné) (*Otrokocs, 1867. november 2.-†Gömör, 1949. május 5.) Rimaszombat, 1909. december 4. Mikola Izabella szülei Mikola György II. (*Alsóvadász, 1817. április 21.-†Sajógömör, 1900. augusztus 27.) 1859-től Sajógömöri lelkész, evangélikus esperes. Θ Szabó Klára (sárói) (*Miskolc, 1835. január 17.-†Sajógömör, 1894. április 10.) Arnót, 1854, október 15. Mikola György II. szülei Mikola György I. (*1785-1790. k.-†1832. k.) Θ Nagy Zsófia. Szabó Klára (sárói) szülei Szabó Imre Benjámin református szücsmester Θ Hendel Anna Karolina (*1806. február 8.-†Miskolc, 1846. november 19.) Miskolc, 1826. augusztus 30. Szabó Imre Benjámin apja Szabó Imre Sámuel szücsmester. Vékey Jolán szülei Vékey László II. (*1821.-†1877.) Θ Czékus Jolán (*1838.-†1872.) Vékey László II. szülei Vékey László I. (*1792.-†1880.) Θ Czikó Sarolta.
            - G1. Terray Gyula. (*Ózd, 1879. november 22.-Miskolc, 1940. január 31.) Θ Merényi Laura (*Tótsóvár, 1891. június 14.-†Budapest, 1979. április 16.) Tótsóváron polgári, Eperjesen egyházi, az evangélikus templomban, 1908. december 15. 1913 és 1919 között Apatinban volt erdőgondnok, Bácskában, ahol 1919-ben állás nélkül tengődik, mert a szerb megszállóknak nem tette le a hűségesküt. Miskolcon 1922-ig mint főerdőmérnök, ettől 1934-ig mint erdőtanácsos, majd 1935. október 31-én történt nyugalomba vonulásáig mint főerdőtanácsos szolgált az erdőigazgatóságnál. Megírta a Terray család történetét.
              - H1. Terray István I. Dr. (*Kapnikbánya, 1909. november 15.-†Kazincbarcika, 1966. február 23.) Θ Hubay Blanka Juliska. (*1918.-†Kazincbarcika, 1970. június 30.) Miskolc, 1941. október 18. Hubay Blanka szülei Hubay Miklós pénzügyi igazgatóhelyettes Θ Göbölös Júlia. Hubay Miklós szülei hubói Hubay Sándor II. (*1831.-†1915. január 5.) Θ Forray Johanna (*1833.-†1905. október 16.) 1850. 7 gyermekük született. Borsodban Felsőnyárádon laktak. Hubay Sándor II. szülei Hubay Sándor I. (*1800.-†1864.) Θ Korláth Krisztina. Disznóshorváton éltek. Hubay Sándor I. apja Hubay Sámuel. (*1774. k.-) 1809-ben részt vett a Napóleoni háborúkban.
              - H2. Terray Piroska Jolán (*Kapnikbánya, 1911. február 23.-†Miskolc, 1982.) Θ Csidey Lajos II. (*1909. május 21.-†1964. január 14.) Miskolc, 1937. szeptember 11. Csidey Lajos II. testvére Csidey Katalin, szülei: Csidey Lajos I. (*1876. június 6.-†1944.) alezredes Θ Langermann Mária (*1884.-†Budapest, 1914. április), Langermann Mária szülei: Langermann Károly (*1859.-† Sátoraljaújhely, 1920.) Θ Géczy Erzsébet (*1866.-†Sátoraljaújhely, 1922. október), Csidey Lajos I. szülei: Csidey József (*1842.-†1925.) Θ Balogh Zsuzsánna (*1850.-†1933.), Nagyigmándon éltek. Csidey József szülei: Csidey János I. (Nagyigmándra került 1840. körül) Θ Szür Katalin.
              - H3. Terray Zoltán I. Csaba. (*Apatin,1916. július 18.-†Budapest, 2006. február 17.) 1. Θ Potenga Margit. (*Miskolc, 1919. szeptember 14.-) Budapest, 1942. április. 2. 1948. szeptember 8-án elvált Potenga Margittól. 2. Θ Gyenes Olga. (*1923.-†Budapest, 2010. szeptember 24.) Budapest, 1949. május 24. Potenga Margit szülei Potenga János kőművesmester Θ Boros Borbála. Gyenes Olga szülei Gyenes Lajos (*1899.-†1989.) Θ Marczisák Matild. (*1904-†1993.)
              - H4. Terray Barnabás I. László. (*Apatin, 1919. december 18.-†Veszprém, 1991. június 24.) Θ Tamás Iréne Ilona. (*Miskolc, 1920. június 16.-†Dunakeszi, 1981. december 30.). Miskolc, 1942. július 30.
              - H5. Terray László Géza. (*Miskolc, 1924. január 22.-†Oslo, 2015. augusztus 8.) Θ Øgaard Unni Marthea. (*Birkenes, 1926. december 5.-†1999. október 10.) Rakkestad, 1953. július 21. Unni Marthea Øgaard szülei Øgaard Karl Martin evangélikus lelkész. Θ Borghild Askvig.

          - F2. Terray Ilona, Hermina. (*Losonc, 1848. augusztus 23-†Ochtina, 1900. július 7.) Θ Kármán (azelőtt Krmann) Ede (*Ratkóbisztró, 1837. február 21.-†1900. április 9.) 1867. április 23. Kármán Ede evangélikus lelkész volt Ratkóbisztrón, Gömörben. Kármán Ede 1876. június 1.-ig Rozlozsnyán volt ág. evangélikus lelkész, ekkor Ratkóbisztróra ment beteg apját helyettesíteni, s ott is maradt 1900-ban bekövetkezett haláláig. Kármán Ede szülei Kármán János (*1800.-†1878.) Θ nemes Török Zsófia, (*1816.-†1880.)
          - F3. Terray Lajos I. dr. (*Nagyrőce, 1851. június 7.-†Rimaszombat, 1914. július 16., eltemetve Nyustyán) 1. Θ sommenbergi Freyseysen Paula (*Ipolyság, 1859. július 29.-†Zólyom, 1888. szeptember 27.) 1880. augusztus 26. 2. Θ Hoffmann Ella. (*Kőpatak, 1866. október 4.-) Bakabánya, 1891. április 30. Elváltak 1905. november 8. 3. Θ Garlathy Elza. (*1881. október 5.-), Breznóbánya 1905. december 5. Gyermeke csak első nejétől volt. Terray Lajos I. orvos volt.
            - G1. Terray Lajos II. Ede. (*Steffuto, 1885. február 10.-†Budapest, 1965. október 18.) Θ izsépfalvi és keveházi Lavotta Georgette (Györgyi) (*Temesvár, 1892. január 28.-†Budapest, 1966. március 4.) Zsolna, 1912. március 19. Terray Lajos borászati szakértő volt. Lavotta Györgyi szülei Lavotta Albert erdőmérnök (*1857.-†Kaltenleutgeben, 1893. szeptember 15.) Θ Bolváry Zahn Margit. 1888. Bolváry Zahn Margit férje Lavotta Albert halála után férjhez ment Lavotta Józsefhez. (*1871.-†Budapest, 1920. november 20.) 1900. Lavotta Józseftől gyermeke nem született. Bolváry Zahn Margit szülei Bolváry Gellért Θ Sütő Vilma (somoskői).
              - H1. Terray György. (*Budapest, 1912. december 23.-†Budapest, 1982. május 31.) Θ Cselley Margit (ürményi). Gödöllő, 1944. június. Elváltak.
              - H2. Terray Margit. (*Budapest, 1918. január 3.-†Budapest, 2014. július 8.)

          - F4. Terray Mária, Ludovika. (*Osgyán, 1853. augusztus 3.-†Budapest, 1911. március 13.). Θ Zayzon Dénes I. (uzoni) (*Barátos, Háromszékvármegyében, 1848. január 8.-†Losonc, 1928. augusztus 4.) Θ Losonc, 1879. február 22. Zayzon Dénes és felesége Terray Irma. 1880. k. Zayzon Dénes iskoláit mindig kitüntetéssel végezte, s utána Miskolc mellett Zsolcán (Felsőzsolcán) volt nevelő, majd Losoncon lett tanítóképezdei tanár. Zayzon Dénes szülei Zayzon András barátosi református lelkész. (*Ikafalva, 1817. november 16.-†Barátos, 1881. május 12.) Θ Mircse Rákhel (barátosi) (*1818.-†Losonc, 1903. november 8.)

        - E4. Terray Anna, Karolina. (*Hámosfalva, 1817. október 13.-†Nagyrőce, 1886. k.) Θ Kozlik András. (-†Nagyrőce, 1865. k.)

## Jelentősebb Terrayak
- fr:Joseph Marie Terray (1715–1778) XV. Lajos francia király pénzügyminisztere volt 1769–1774 között
- Terray Barnabás (1919–1991), főiskolai oktató, pedagógiatörténeti kutató
- Lionel Terray (1921–1965), francia hegymászó
- Terray Gyula (1844–1925), evangélikus főesperes, lelkész
- Terray István (1847–1912), régész, történész
- Terray Elemér (1922–1998), nyelvész, a német irodalom kutatója
- Terray Károly (1812–1881), képző-intézeti igazgató, líceumi tanár, filozófus
- Terray Lajos (1885–1965), jogász, borászati szakértő
- Terray László (1924–2015), Ordass Lajos-díjas evangélikus lelkész Norvégiában
- Terray Pál (1861–1926), belgyógyász orvos, egyetemi tanár, egészségügyi főtanácsos

## Album

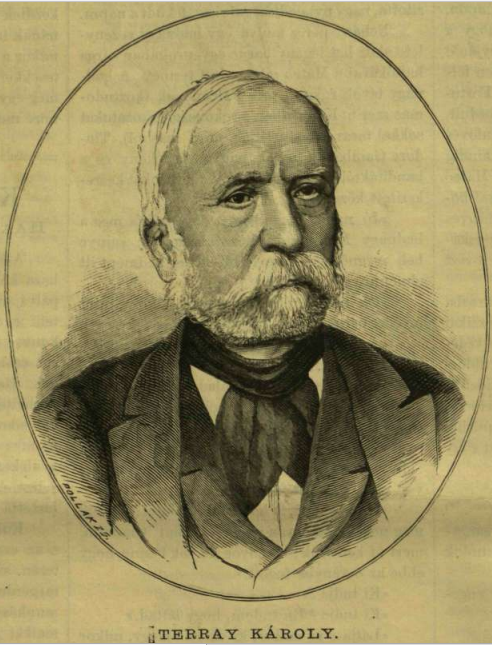
Terray Károly, 1881 (tanár, filozófus)
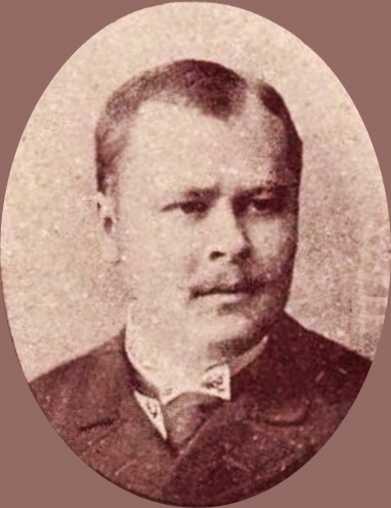
Terray Pál, 1894 (orvos, egyetemi tanár)
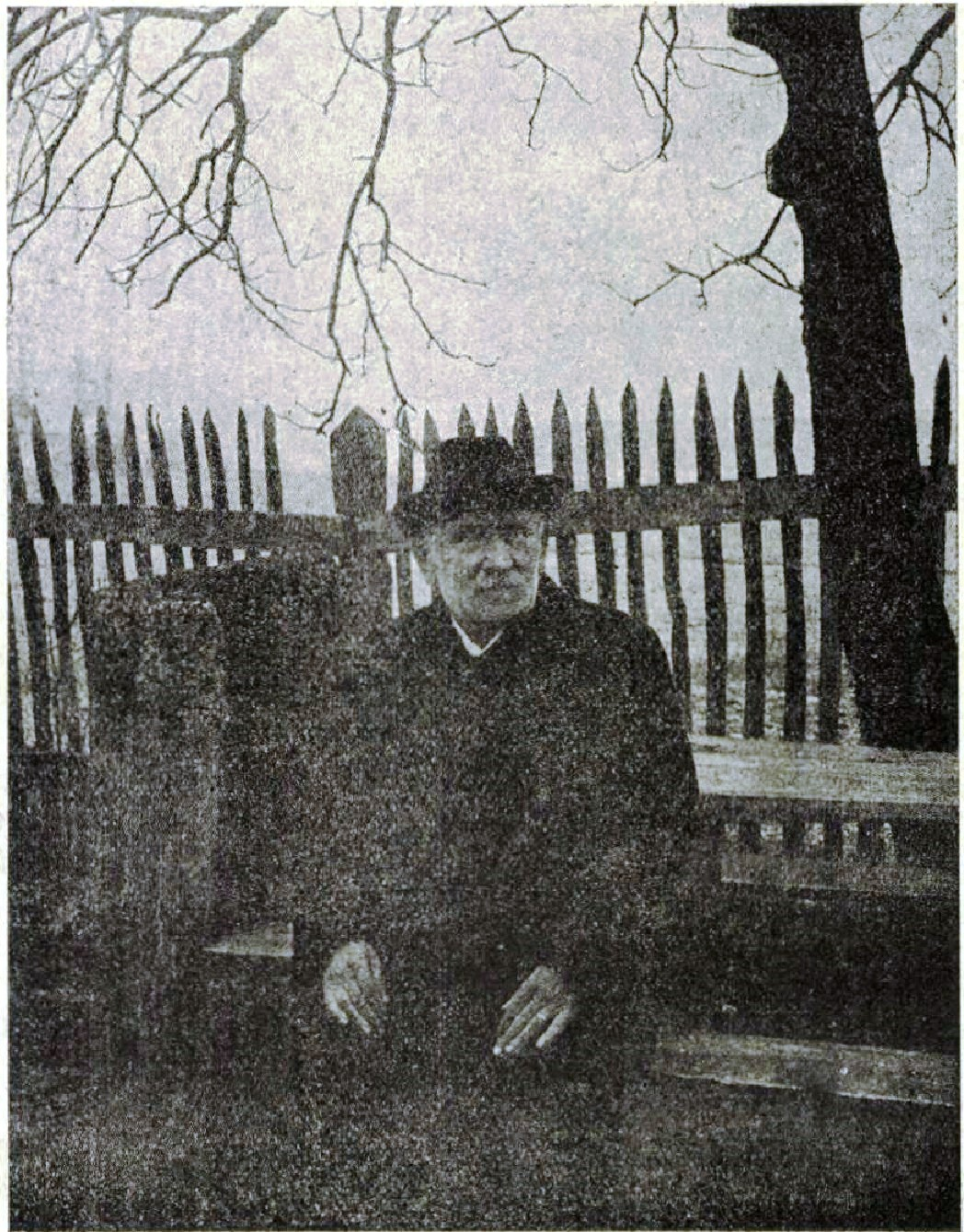
Terray István, 1910 (régész, történész)
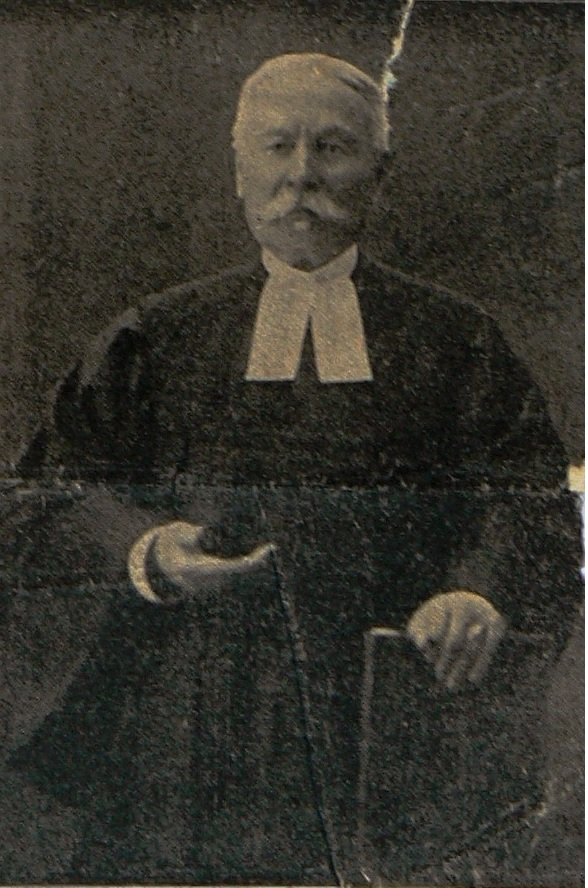
Terray Gyula, 1920 (evangélikus lelkész)
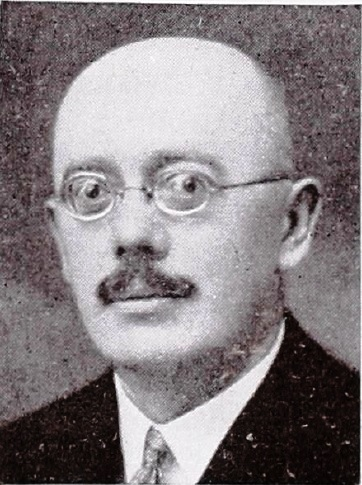
Terray Lajos, 1935 (jogász, borászati szakértő)
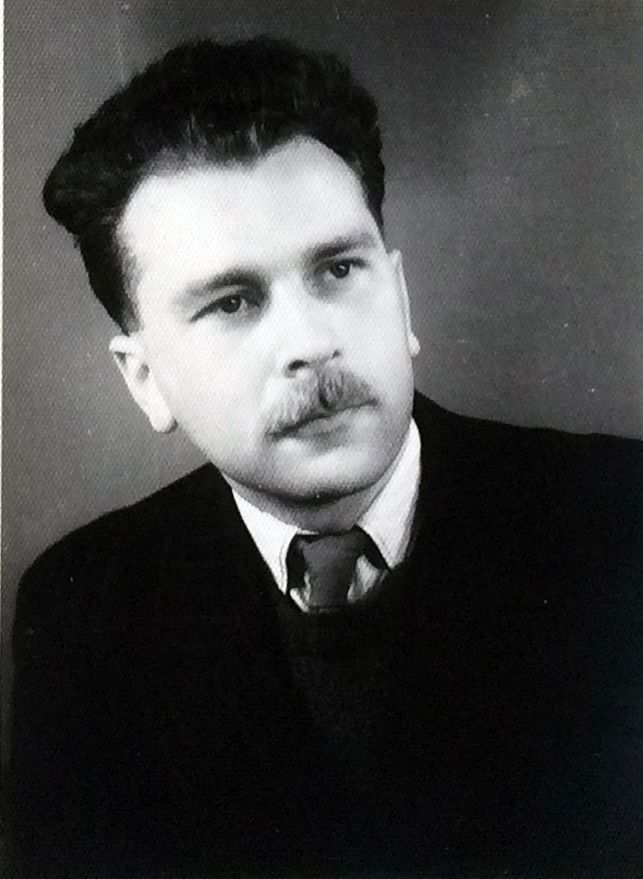
Terray Barnabás, 1970 (tanár, pedagógiatörténész)
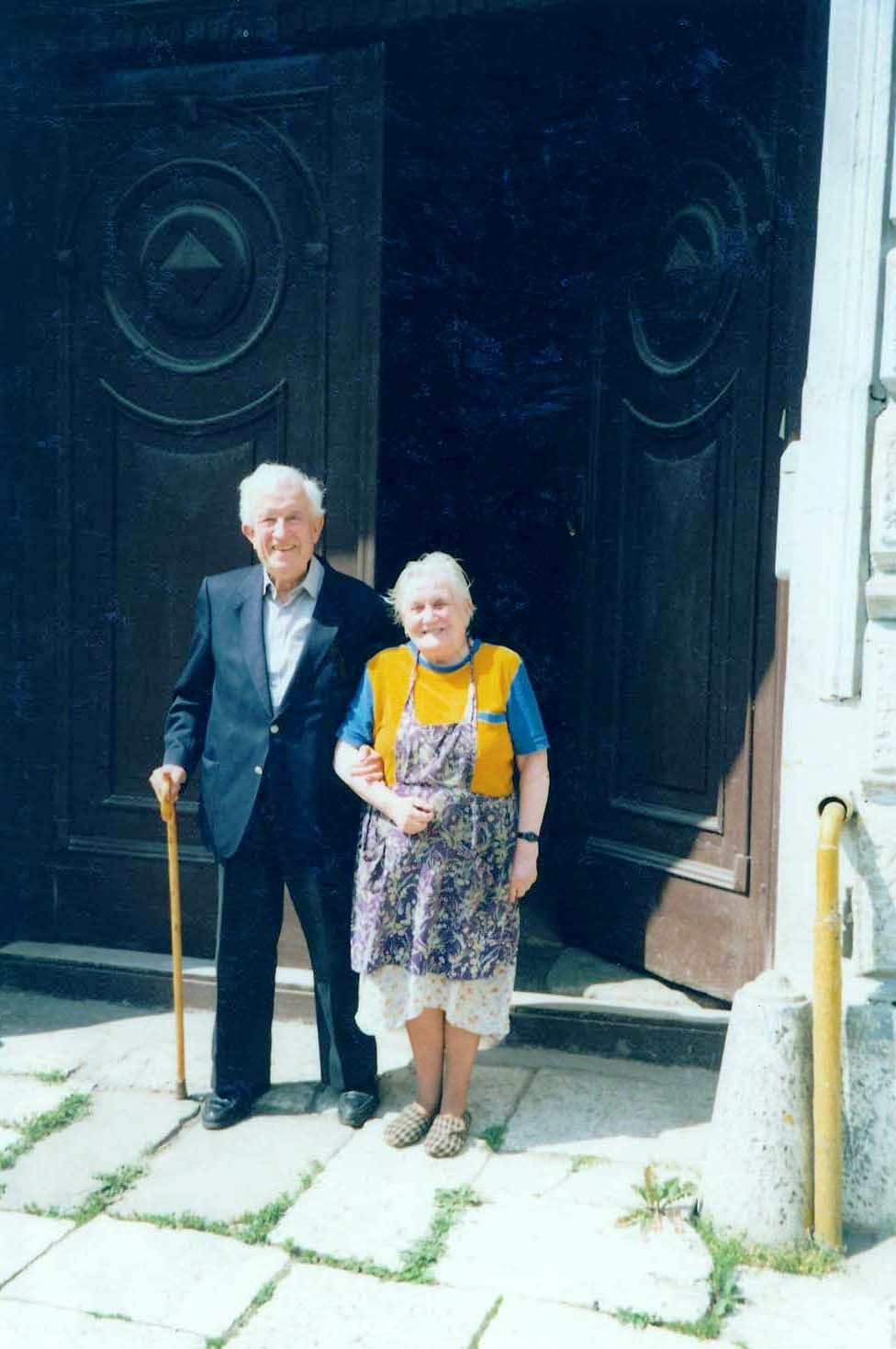
Terray Elemér, 1996 (nyelvész és nővére Laura)
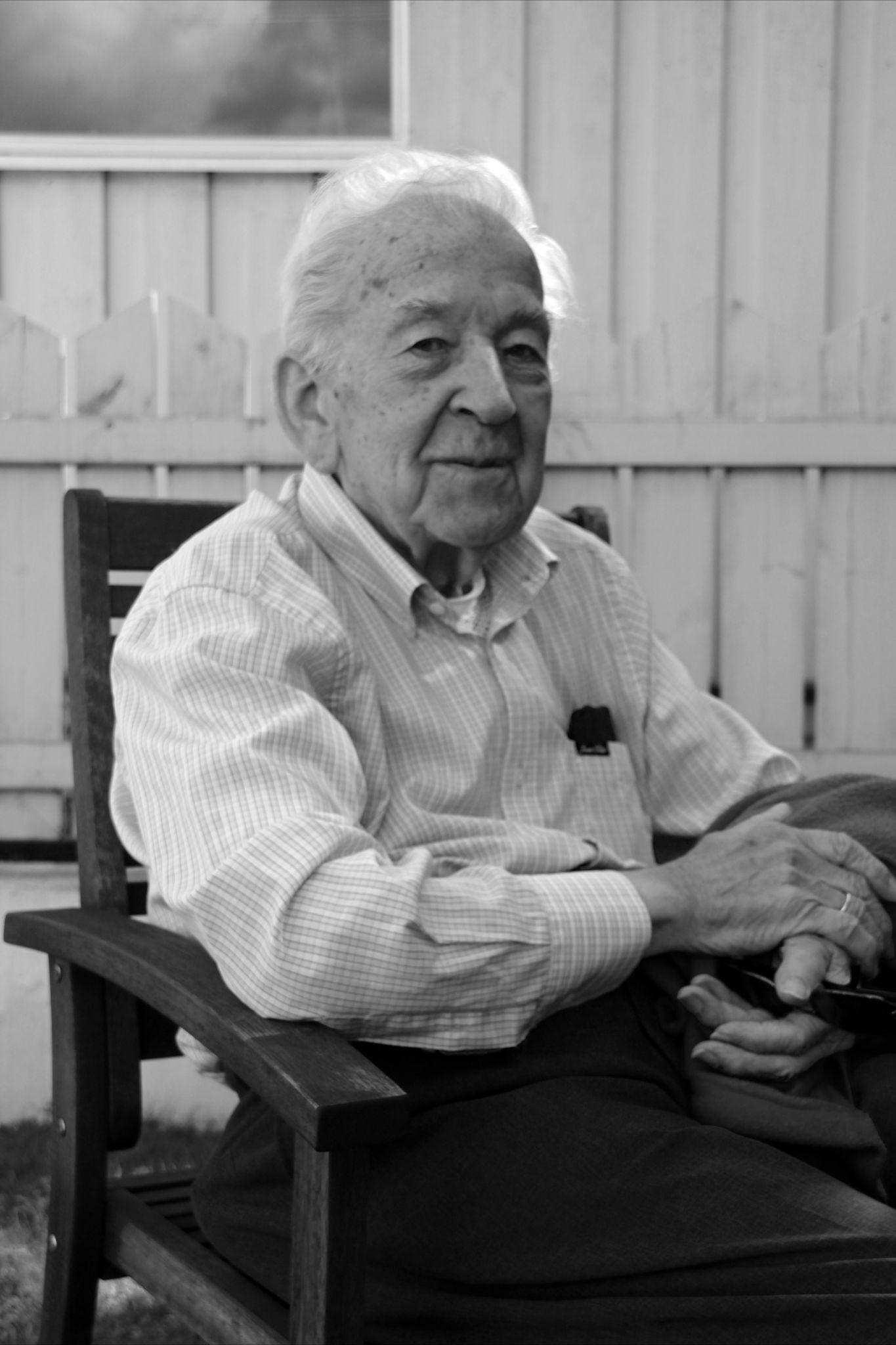
Terray László, 2012 (evangélikus lelkész)